# Jungfernbastei (Dresden)

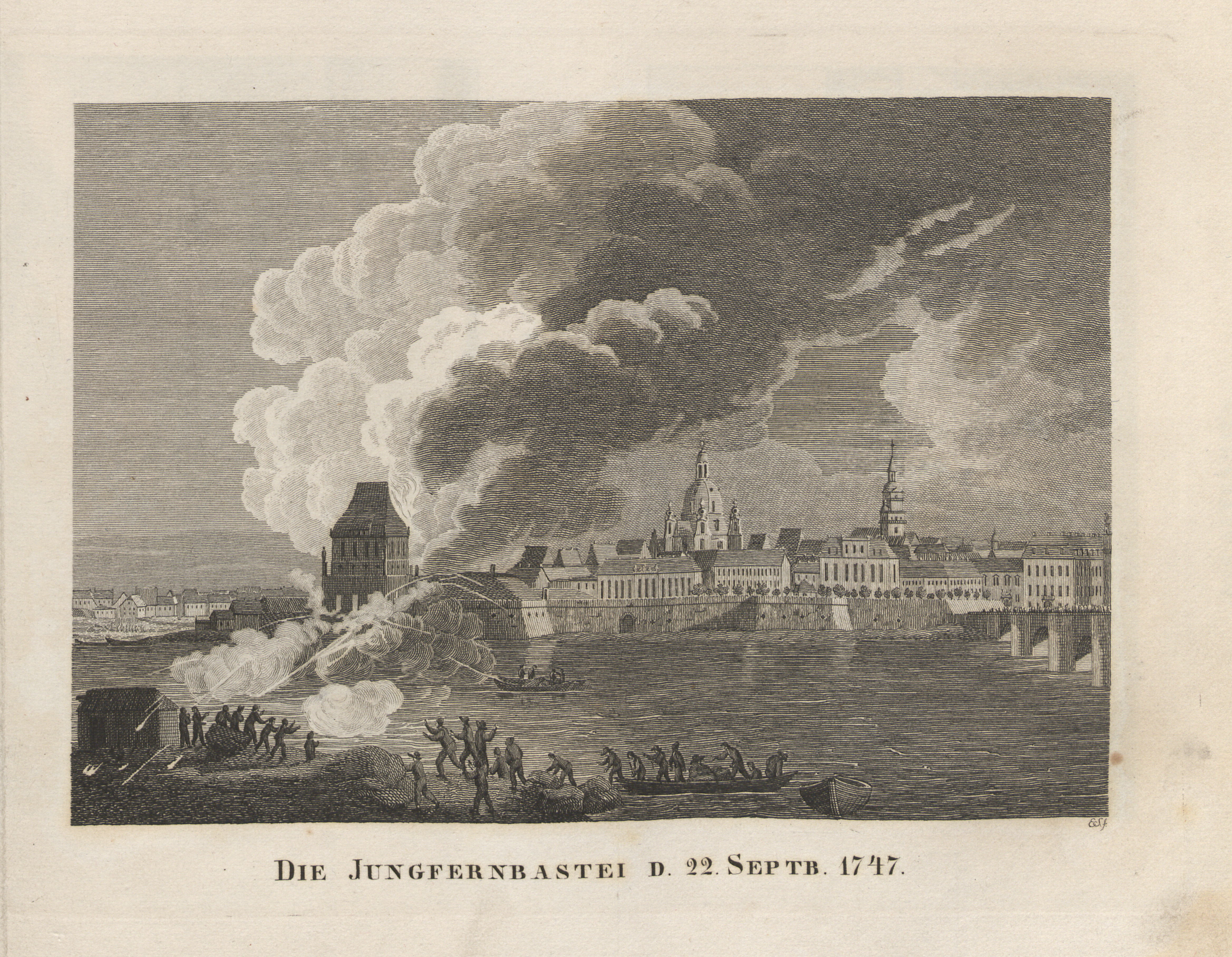
Explosion am 22. September 1747 in dem unter der Venusbastei gelegenen Laboratorium „Vulcanushöhle“

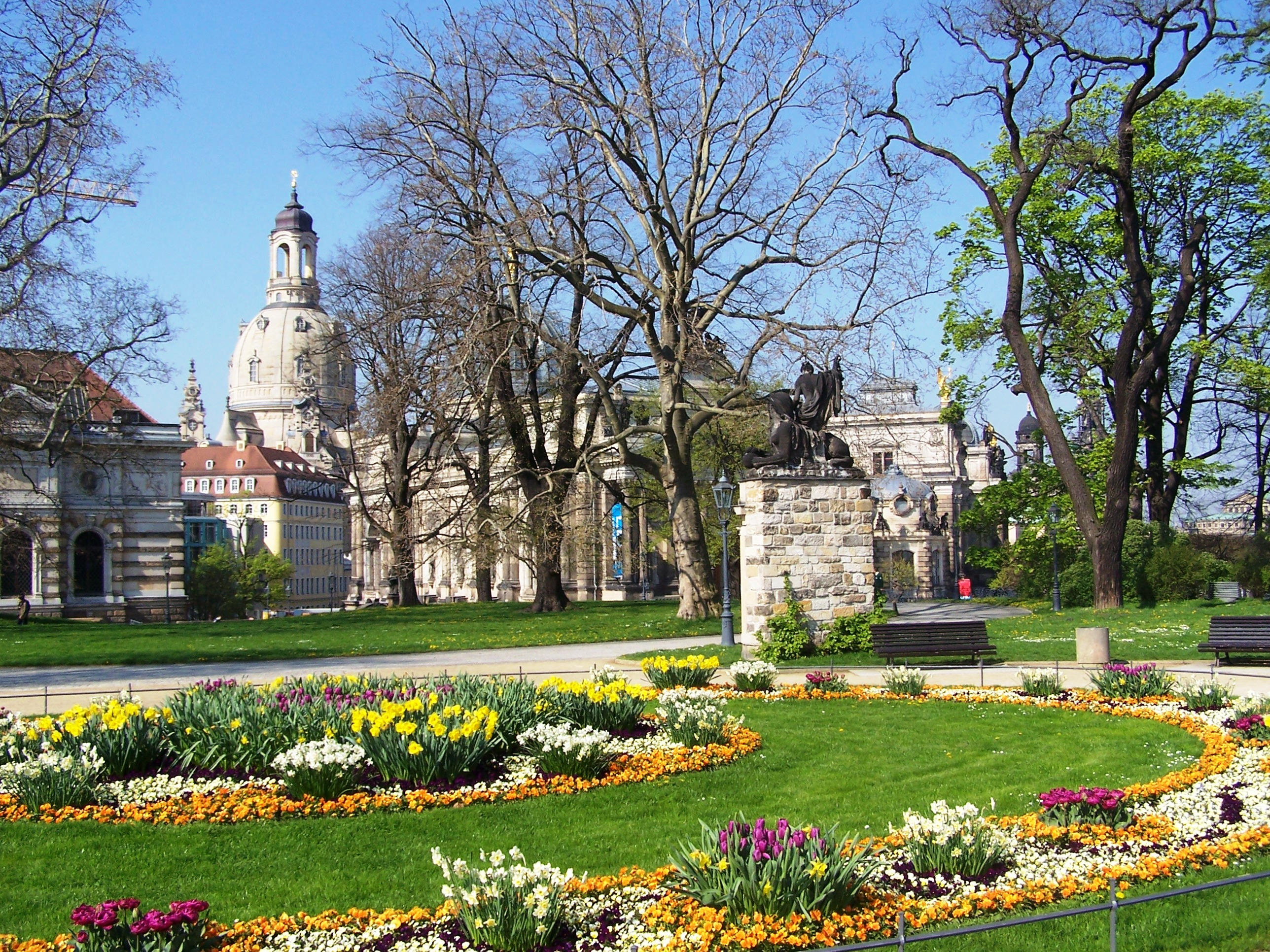
Blick von der Jungfernbastei in Richtung Frauenkirche

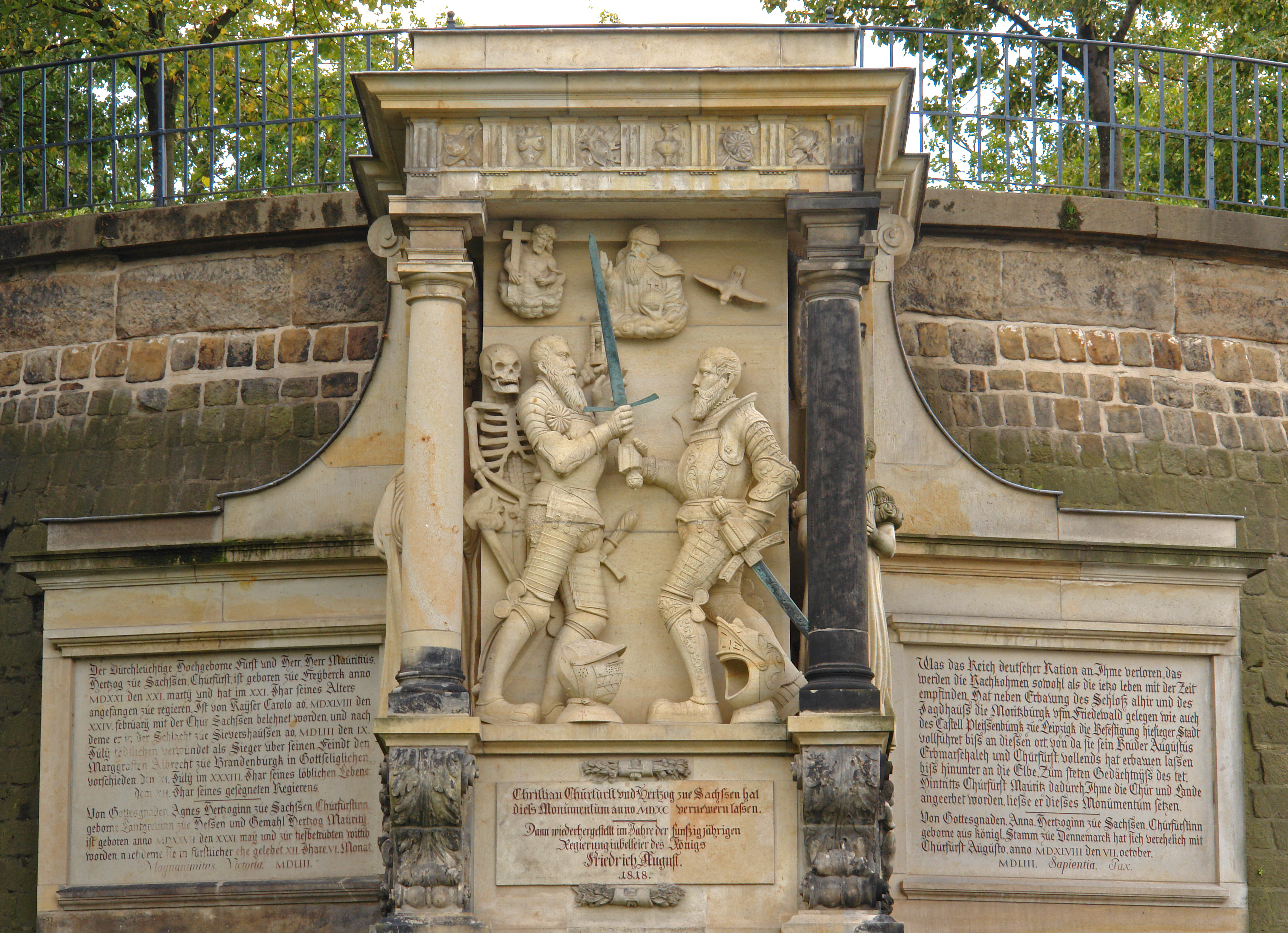
Moritzmonument

Die Jungfernbastei, auch Venusbastei oder Bastion Venus genannt, ist der östliche Abschluss der Brühlschen Terrasse in Dresden. Sie wurde als Bastion der Dresdner Befestigungsanlagen in der Zeit von 1589 bis 1592 errichtet. Im Zuge dieses Ausbaus entstand auch der benachbarte Bärenzwinger. 
In den Kasematten unter der Jungfernbastei wurde im frühen 18. Jahrhundert ein Labor für Ehrenfried Walther von Tschirnhaus und Johann Friedrich Böttger eingerichtet, die darin um 1708 wesentliche Fortschritte in der Entwicklung des ersten europäischen Hartporzellans, des späteren Meißener Porzellans, machten. Die Jungfernbastei war Standort mehrerer Belvedere genannter Gebäude. In ihrem Inneren liegt seit 1992 das Museum Festung Dresden. Auf der Jungfernbastei befindet sich heute der Brühlsche Garten mit dem Delphinbrunnen. An der Nordostspitze des Festungsbauwerks wurde an dessen Außenmauer das Moritzmonument angebracht. Im Geländer an der Ostmauer in der Nähe des Denkmals für Johann Friedrich Böttger kann man den Fingerabdruck von August dem Starken bewundern. Dieser Abdruck im Handlauf des Geländers soll einer Legende nach von dem sächsischen Kurfürsten persönlich durch seine bärenstarken Kräfte hinterlassen worden sein.
In unmittelbarer Nachbarschaft steht das aus dem Dresdner Zeughaus hervorgegangene Albertinum. Westlich grenzt außerdem die auch als Lipsius-Bau bekannte Kunstakademie an. Nördlich an der Jungfernbastei führt das Terrassenufer entlang, die Altstädter Uferstraße an der Elbe. Östlich benachbart verläuft die Straße „Hasenberg“, an der sich die Synagoge befindet. Daneben liegt der Altstädter Brückenkopf der Carolabrücke. 